# Operator
En operator är inom matematiken en symbol eller funktion som representerar en matematisk operation. De objekt som operatorn opererar på kallas för operander. Inom programmering kallas de symboler som åberopar operationer för operatorer – funktioner utesluts.
En operator som tar två operander kallas binär operator. Några exempel på binära aritmetiska operatorer är +, -, *, / som står för att två element skall adderas, subtraheras, multipliceras  respektive divideras.
Några operatorer som utför logiska operationer enligt boolesk algebra är till exempel AND/OCH/&, OR/ELLER/v, XOR och NOT/INTE.
Operatorer förekommer sedan i olika mer komplexa samband och i vissa fall också i samband med att transformera objekt så som funktioner.